# Serie Mundial Amateur de Béisbol de 1976
La XXIV Serie Mundial Amateur de Béisbol se llevó a cabo en Cartagena, Colombia del 3 de diciembre al 19 de diciembre de 1976.

## Hechos destacados
- Cuba y Puerto Rico debían jugar una serie final pero los puertorriqueños tuvieron que regresar a su país y disputaron la final.
- Corea del Sur debutó en el torneo.

## Ronda Única
| Posición | Equipo               | Ganados | Perdidos |
| -------- | -------------------- | ------- | -------- |
| 1        | Cuba                 | 8       | 2        |
| 2        | Puerto Rico          | 8       | 2        |
| 3        | Japón                | 7       | 3        |
| 4        | Nicaragua            | 7       | 3        |
| 5        | Corea del Sur        | 5       | 5        |
| 6        | China Taipéi         | 5       | 5        |
| 7        | República Dominicana | 5       | 5        |
| 8        | Colombia             | 4       | 6        |
| 9        | Panamá               | 3       | 7        |
| 10       | México               | 2       | 8        |
| 11       | Países Bajos         | 1       | 9        |

| Cuba                 |
| Campeón Cuba         |
| Décimo cuarto título |